# Shave and a Haircut

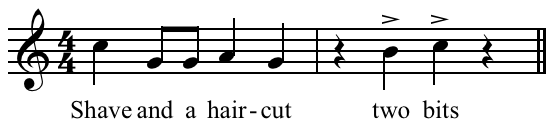
„Shave and a Haircut“ in C-Dur.
Die Melodie besteht aus den Tönen C-G-G-A-G H-C.
In einer Variation dieser Melodie werden die zweite und die dritte Note durch eine Triole ersetzt, wobei die Mitte einen Halbton tiefer liegt, und die vierte Note wird abgeflacht.
Anhören:

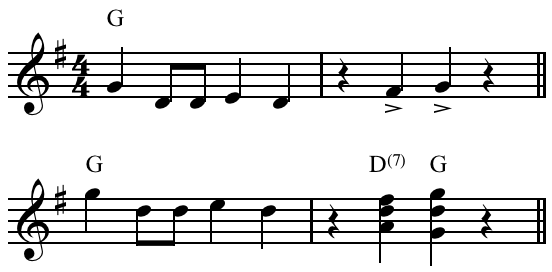
„Shave and a Haircut“ in G-Dur ohne und mit Akkorden.
Anhören:
Anhören mit Akkorden:.

Shave and a Haircut und die damit verbundene Antwort two bits ist ein musikalisches Call-and-Response-Muster aus sieben Tönen, in dem auf den Ruf (Call) eine Antwort (Response) erfolgt. Die Tonfolge findet häufig Einsatz am Ende einer musikalischen Darbietung und wird für Effekte im Comic- und Animationsfeld als Melodie oder Rhythmus (z. B. beim Türklopfen) verwendet.
Die Antwort „two bits“ ist ein Archaismus in den Vereinigten Staaten für das Viertel bzw. 25 Cent. Gelegentlich wird auch der Begriff six bits verwendet. Die abschließenden Worte können unter anderem get lost (verzieh' dich), drop deep (tief fallen, in Australien) oder ein anderer witziger Ausdruck sein. In Großbritannien wird oftmals der Begriff five bob als Slang für fünf Shillings genutzt. Worte werden in der Regel selten verwendet, um einen Rhythmus oder diese Melodie zu begleiten.

## Geschichte
Die Tonfolge erschien 1899 zuerst in dem Lied At a Darktown Cakewalk von Charles Hale. Neben weiteren Verwendungen in dieser Zeit nutzte 1911 auch H. A. Fischler die Melodie als Bridge in seinem Lied Hot Scotch Rag.
Billy Murray verwendete mit dem American Quartet die Sequenz am Anfang und Ende des Songs On the 5:15. Joel Sayre schrieb 1933 in seinem Roman Hizzoner the Mayor von Booten, die die offizielle Willkommenshymne von Malta im Tempo Shave and a Haircut spielten. Dies wurde dann bald von allen Dampfschiffen im Hafen übernommen, so dass vermutet wird, dass die Melodie bereits zu dieser Zeit mit einer Bedeutung versehen war.
Dan Shapiro, Lester Lee und Milton Berle verwendeten 1939 die Tonfolge als Abschluss bei Shave and a Haircut – Shampoo.

## Weitere Verwendungen
Die siebentönige Melodie ist unter anderem auf – in Deutschland nach § 55 StVZO nicht zulässigen – Mehrklangautohupen zu hören. Zudem wird sie als Rhythmus beim Türklopfen oder als Morsezeichen zum Abschluss eines Amateurfunkgespräches dah-di-di-dah-di, di-dit ( –··–·   ·· ) genutzt.
Der US-Marine-Matrose und ehemalige Kriegsgefangene Doug Hegdahl berichtet, dass US-Gefangene im Vietnamkrieg die US-Identität eines neuen Gefangenen durch das Klopfen der ersten fünf Töne von Shave and a Haircut gegen die Zellwand prüften. Erfolgte die erwartete Antwort, konnten die Gefangenen über den Klopfcode sicher miteinander kommunizieren.
Als Coda oder Abschluss von Musikstücken wurde diese Melodie unzählige Male verwendet. Häufig wird es auf einem fünfsaitigen Banjo im Bluegrass verwendet. Der amerikanische Musiker Earl Scruggs beendete seine Lieder häufig mit diesem oder einer Variation dieses Satzes. In der Fernsehserie The Beverly Hillbillies kündigte diese Tonfolge häufig die Werbepause an. Im Bluegrass ist diese Melodie nach dem G-Lauf der häufig genutzte Lauf.
Shave and a Haircut wurde häufig in Zeichentrickfilmen verwendet. Insbesondere in der Serie Looney Tunes wurde diese Klangfolge in vielfältiger Form eingesetzt. Dies reichte von Autohupen bis hin zu Fensterläden, die im Wind klapperten. Ebenso erklang diese Melodie nach dem Abspann der einzelnen Folgen.
In dem Film Falsches Spiel mit Roger Rabbit versuchte Richter Doom, der als stärkster Gegner der bei den Menschen lebenden Zeichentrickfiguren (Toons) agierte, mit diesem Call-and-Response-Muster die Toons in ihren sicheren Behausungen zu entdecken. Er ging davon aus, dass die Toons die Antwort nicht verwehren werden, wenn sie den Eröffnungsrhythmus hören.
Die Melodie kam auch in herkömmlichen Musik- und Filmproduktionen zum Einsatz.
Billy Jones und Ernest Hare nutzten 1920 die Tonfolge als Abschluss ihres Novelty Song That’s a Lot of Bunk. Die Interpreten wurden unter dem Namen The Happiness Boys bekannt.
In dem Film O-Kay for Sound der Gruppe The Crazy Gang wurden 1937 in demselben Muster die Frage How’s your father? mit Goodbye beantwortet.
In den Liedern Country Boy von 1950 und der zwei Jahre später erschienenen Originalversion von My Ding-A-Ling nutzte der R&B-Sänger und Bandleader Dave Bartholomew die Melodie als Eröffnungsmuster der einzelnen Strophen.
Der amerikanische Gitarrist Les Paul und die Sängerin Mary Ford veröffentlichten über das Label Capitol Records das Lied Magic Melody, das mit den ersten fünf Tönen von Shave and a haircut endete. Aufgrund der Beschwerden der Disk Jockeys veröffentlichte 1955 Capitol Records eine Single mit dem Titel Magic Melody Part 2, das nur aus den zwei fehlenden Tönen besteht und als kürzestes erschienenes Lied gilt.
P. D. Q. Bach beendete seine Bluegrass-Arie mit einem Denglisch-Wortspiel, indem er „Rasieren und Haarschneiden, zwei bitte“ sang. Für Personen, die der englischen und deutschen Sprache mächtig sind, klingt es wie das original gesungene „Shave and a haircut – two bits“. Zudem wird die Melodie auch in dem Stück The Short-Tempered Clavier verwendet.
Ferner wurde diese Tonfolge in dem Lied Gee, Officer Krupke des Musicals West Side Story von Leonard Bernstein, der 1955 erschienenen Originalversion von Love and Marriage von Frank Sinatra, dem 1961 erschienenen Unsquare Dance von Dave Brubeck und in Everything About You  von Ugly Kid Joe, die dieses Lied 1992 veröffentlichten, verwendet. Die Titelmelodie der The Tonight Show Starring Johnny Carson schließt ebenfalls mit diesen Tönen.
Der kanadische Reporter und Musiker Nardwuar the Human Serviette beendete jedes Interview mit dieser Melodie. Nardwuar singt „doot doot da loot do“ und der Interviewpartner soll mit „doot doo“ antworten.

## Internationale Verwendungen
In Mexiko wird die Melodie als Beleidigung mit dem rhythmisch ähnlichen Satz chinga tu madre, cabrón verwendet. Die von Italienern genutzte Redewendung Ammazza la vecchia … col Flit! (Töte die alte Frau… mit dem Flit!) fordert zu einem Tötungsdelikt mit einem Dichlordiphenyltrichlorethan-Insektizid auf. Dies ist eine humorvolle und bekannte Version eines nach dem Zweiten Weltkrieg entstandenen Werbespot mit dem Text Ammazza la mosca … col Flit (Es tötet die Fliege … mit Flit) ein. Erstaunlich ist, dass diese Version nur als Witz und nicht als Beleidigung empfunden wird.
In der kanadischen Provinz Quebec wird diese Melodie häufig bei Kindern verwendet, um sie mit dem Text Chip chocolat gomme, Peanut! (Schokoladengummi, Erdnuss!) zum Schweigen aufzufordern. In der katalanischen Sprache wird der Text Nas de barraca. Sant Boi. Cinc de carmel·los pel noi (Hüttennase. Sant Boi. Fünf Bonbons für den Jungen) zu einem Muster genutzt, das wie das Klopfen an einer Tür klingt. In Spanien wird der Text Una copita … de Ojén (Ein kleines Glas … aus Ojén) gesungen.
In den Irish Pubs enden manche Lieder mit dieser Melodie. Der Sänger singt als ersten Teil How is your aul' one?, wobei aul’ one ein Slang für Mutter ist. Das Publikum antwortet mit Gameball, was so viel wie Ah-OK bedeutet.
In Schweden wird der Text Kvart över elva … halv tolv (Viertel über elf … halb zwölf) gesungen. Im Englischen passt der Antworttext nicht zur Melodie, da halv tolv (halb zwölf) genau den zwei Tönen entspricht und mit half past eleven insgesamt fünf Silben vorhanden sind. Zudem wurde die Melodie von einer schwedischen Süßwarenmarke in der Werbung verwendet. Der Slogan lautete: Hälsan för halsen – Bronzol (Gesundheit für den Hals – Bronzol).
In Island gibt der Text eine Handlungsanweisung für das Essen Saltkjöt og baunir … túkall (Salzfleisch und Bohnen … kauen). Die Niederländer nutzen diese Melodie, wenn ein Mitbürger auswandern will: Die zien we nooit meer … te-rug (Den sehen wir nie mehr wieder.) Sie dient dazu, sich über jemanden lustig zu machen, der wegzieht.
Der Argentinier Carlos Balá, ein ehemaliger Moderator im Kinderfernsehprogramm, summte den Call-Teil und animierte die Kinder dazu, Ba-lá (Kugel, Geschoss) im Rhythmus von two bits zu antworten.